# 裏寺町通

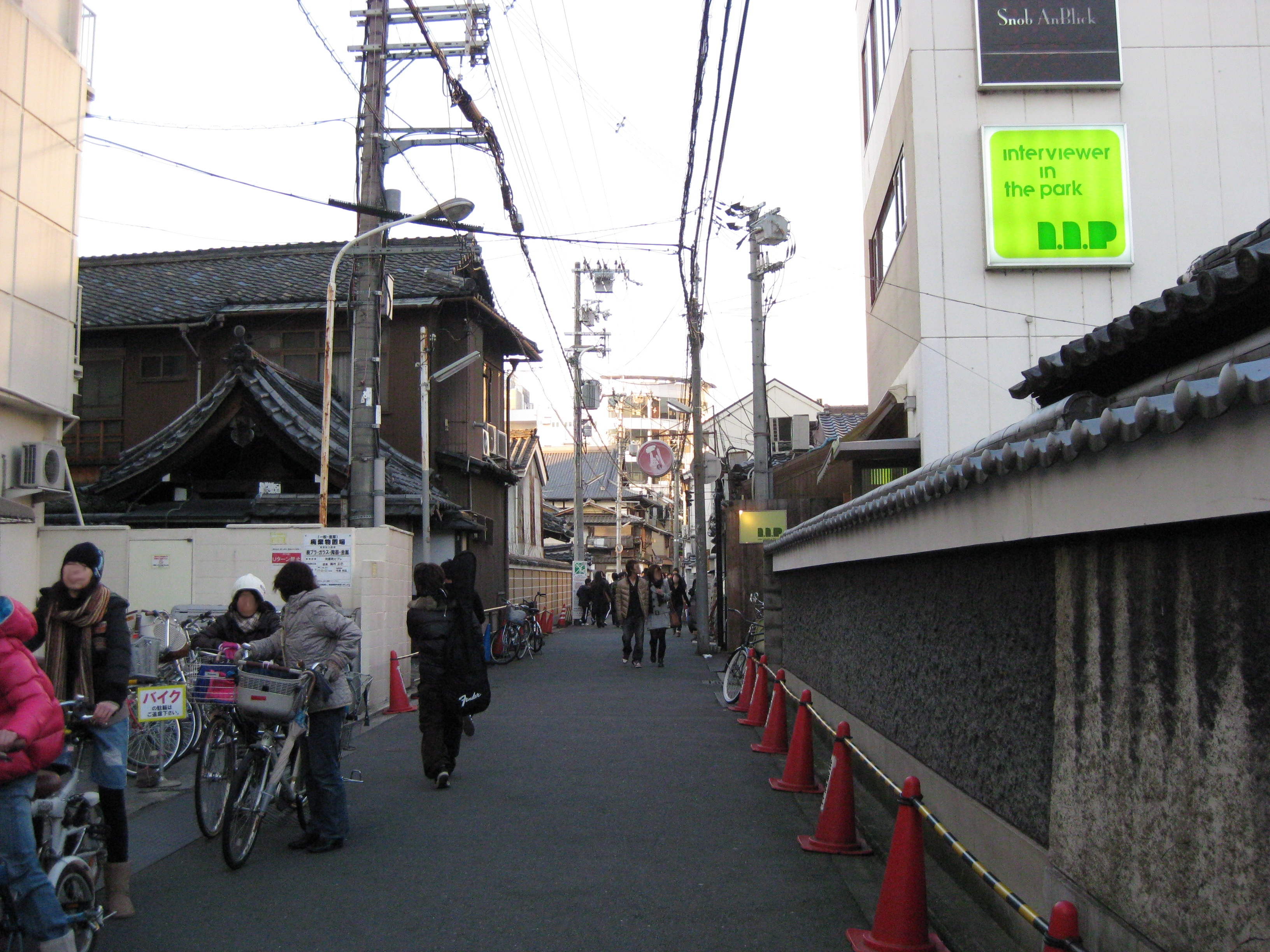
裏寺町通

裏寺町通（うらでらまちどおり）は京都市の南北の通りの一つ。六角通の北から四条通までの比較的短い通りである。

## 概要
豊臣秀吉の京都改造によって、寺町通などと共に作られた通りである。四条道場金蓮寺などの、寺町通沿いの寺院の境内が、縁日の舞台として利用されるようになり、裏寺町通にも見世物小屋や芝居小屋が見られるようになった。明治の中頃には、西隣りに新しくできた新京極通が、繁華街となった。
かつては、その名の通りに、繁華街である新京極通の裏道的な通りであり、ショッピングなどに利用されることは稀であった。その転機となったのは、河原町ビブレの開店（1970年10月）と、映画館の京極東宝の改築（1973年7月）である。これらの施設によって、新京極通、蛸薬師通からの人の流れが出来た。
しかし、それも、映画人口の減少と、マイカルの経営破綻によって、一時期低迷する。それが再び活性化されたのは、河原町OPAの開店（1998年11月）である。もちろん、正面玄関は河原町通側に設けられたが、裏寺町通側にも出入口が設けられ、裏寺町通の人の流れの南の起点となった。
六角通から四条通までが、路上喫煙等禁止区域である。

## 沿道の主な施設

### 蛸薬師通りより北

#### 東側（北から）
- 河原町ビブレ - 現在は京都ロフトを中心としたテナントが入っている。2006年までは京都宝塚会館があった。[1]
- 長仙院
- 頂源院
- ＲＯＵＮＤ1‐西側の大部分は西念寺跡地[1]
- 宝蔵寺
- 法界寺
- 妙心寺

#### 西側（北から）
- ホテルビスタプレミオ京都‐1967年までは京洛劇場があった。[1]
- 誓願寺
- 大善寺
- 光明寺
- 極楽寺
- グラン レ・ジェイド京都河原町（集合住宅）‐西林寺跡地[1]

### 蛸薬師通りより南

#### 東側（北から）
- 正覚寺（赤門ビル）
- 称名寺
- 西導寺
- 浄心寺
- 河原町OPA-1976年までは敷地西側大部分に大龍寺が存在した。[1]
- みずほ銀行四条河原町出張所‐旧・富士銀行

#### 西側（北から）
- ABCマート
- 常楽寺
- 光徳寺
- スーパーホテル京都・四条河原町 - 2006年1月29日に閉館した京極東宝跡地[1]
- 飲食店が数件立ち並ぶ
- ファミリーマート四条河原町西店‐明治5年（1872）まではここに大龍寺の烏枢沙摩堂があった。[2]
- ゑり善‐呉服店

## 最寄駅
阪急線京都河原町駅（通りの南端）、京阪線祇園四条駅、地下鉄東西線京都市役所前駅